# Багдарин

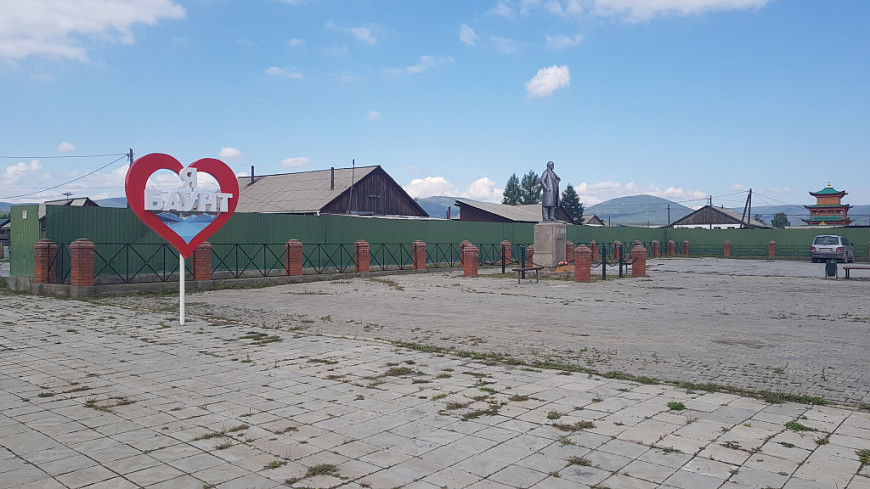
Композиція "Я люблю Баунт" біля пам'ятника Леніну. Багдарин. Баунтівський район, Бурятія

Багдарин (рос. Багдарин) — село (з 1973 по 1990 — робітниче селище) Баунтовського евенкійського району, Бурятії Росії. Входить до складу сільського поселення Багдаринське.
Населення — 4735 осіб (2010 рік).